# بافيلس ريبينوكس
بافيلس ريبينوكس (باللاتفية: Pāvels Rebenoks) (4 أغسطس 1980 - 20 سبتمبر 2020) هو محامي وسياسي من لاتفيا روسي الأصل.

## النشأة والتعليم
وُلد ريبينوكس في 4 أغسطس 1980 وتخرج من الأكاديمية البحرية في لاتفيا عام 2003 وحصل على شهادته في إدارة السفن وفي عام 2005، تخرج من كلية الحقوق من جامعة لاتفيا.

## الحياة السياسية
في عام 2003 ، أصبح ريبينوكس مستشارًا لإينارس ريپس رئيس وزراء لاتفيا السابق في القضايا المتعلقة بالشؤون البحرية والمواني. تم تعيينه لاحقاً مستشارًا لوزير المالية الأسبق فالديس دومبروفسكيس في ميناء فنتسبيلز. كما عمل ريبينوكس كممثل لوزارة المالية في ميناء فنتسبيلز حتى استقالة الحكومة التي قادها ريپس في مارس 2004. في عام 2005، خاض انتخابات مجلس مدينة ريغا وانتخابات برلمان السايما لعام 2006 من قائمة حزب العصر الجديد بقيادة ريپس. خلال الفترة من سبتمبر 2018 إلى أبريل 2019 ، كان ريبينوكس رئيسًا لمجلس الإشراف على اولینفارم المتخصصة في صناعة المواد الكيميائية والصيدلانية. في فبراير 2019، أصبح ريبينوكس مستشارًا مستقلًا لرالفس نيميرو وزير الاقتصاد السابق في لاتفيا. في نفس الشهر، أصبح عضوًا في مجلس إدارة هيئة ريغا فريبورت. من يونيو إلى يوليو 2019، كان رئيسًا لمجلس الإشراف في شركة المرافق الكهربائية لاتيفينرجو. وفي فبراير 2020، تم انتخابه نائبًا لرئيس مجلس إدارة هيئة ريغا فريبورت.

## وفاته
في عام 2019، أبلغ ريبينوكس قائد شرطة الولاية ورئيس جهاز أمن الدولة أنه تلقى تهديدات على حياته، عندما كان رئيسًا لشركة الأدوية اولینفارم، لكنه لم يكشف عن الطريقة أو الشخص الذي عبر عن هذه التهديدات. في ليلة 20 سبتمبر 2020 ، قُتل ريبينوكس في منزله في لانجستيني والذي يعتقد البعض أنه مرتبطًا بأنشطته المهنية.